# Викторијанско сликарство
Викторијанско сликарство односи се на карактеристичне стилове сликарства у Уједињеном Краљевству током владавине краљице Викторије (1837–1901). Рану владавину краљице Викторије карактерисао је брз индустријски развој као и друштвене и политичке промене, које су Уједињено Краљевство учиниле једном од најмоћнијих и најнапреднијих нација на свету. У раним годинама њене владавине сликарством је доминирала Краљевска академија уметности као и теорије њеног првог председника, Џошуе Рејнолдса . Рејнолдс и академија били су под јаким утицајем италијанског ренесансног сликара Рафаела и веровали су да је улога уметника да учини да предмет њиховог рада изгледа што племенитије и идеализованије. Ово се показало као успешан приступ за уметнике у прединдустријском периоду, где су главни предмети уметничких наруџбина били портрети племства и војних и историјских сцена. У време Викторијиног ступања на престо, овај приступ је почео да се сматра устајалим i застарелим. Успон богате средње класе променио је тржиште уметности, а генерација која је одрасла у индустријском добу веровала је у важност прецизности и пажње према детаљима, и да је улога уметности да одражава свет, а не да га идеализује.
Крајем 1840-их и почетком 1850-их, група младих студената уметности формирала је Прерафаелитско братство, као реакцију на учење Краљевске академије. Њихови радови су били засновани на што прецизнијем сликању из природе када је то било могуће, чак и када су сликали имагинарне сцене, како би се осигурало да приказују сцену што је могуће ближе, онаквом каква би изгледала, уместо да искривљују предмет слике како би изгледала племенито. Такође су сматрали да је улога уметника да прикаже моралне лекције и бирали су теме које би тадашња публика схватила као моралне приче. Они су били посебно фасцинирани недавним научним достигнућима која су, чини се, оповргла библијску хронологију, јер су се односила на пажњу научника према детаљима и спремност да оспоре своја постојећа веровања. Иако је прерафаелитско братство било релативно кратког века, њихове идеје су биле веома утицајне.
Француско-пруски рат 1870. довео је до тога да се велики број утицајних француских импресионистичких уметника преселио у Лондон, доносећи са собом нове стилове сликања. У исто време, тешка економска депресија и све веће ширење механизације учинили су британске градове све непријатнијим местом за живот, а уметници су се окренули против акцента на одражавању стварности. Нова генерација сликара и писаца позната као естетски покрет сматрала је да доминација слабо образоване средње класе у куповини уметности и прерафаелитски акценат на одражавању стварности ружног света доводе до пада квалитета сликарства. Естетски покрет се концентрисао на стварање радова који приказују лепоту и племенита дела, као одвраћање пажње од непријатне стварности. Како је квалитет живота у Британији наставио да се погоршава, многи уметници су се окренули сликању сцена из прединдустријске прошлости, док су многи уметници у оквиру естетског покрета, без обзира на сопствена верска уверења, сликали религиозну уметност, јер им је то давало разлог да сликају идеализоване сцене и портрете и да игноришу ружноћу и неизвесност стварности.
Викторијанско доба се завршило 1901. године, када су многи од најистакнутијих викторијанских уметника већ умрли. Почетком 20. века викторијански ставови и уметност постали су изузетно непопуларни. Модернистички покрет, који је доминирао британском уметношћу, ослањао се на европске традиције и имао је мало везе са британским делима из 19. века. Пошто су викторијански сликари генерално били изузетно непријатељски расположени према овим европским традицијама, били су исмевани или игнорисани од стране модернистичких сликара и критичара у првој половини 20. века. Током 1960-их, нека прерафаелитска дела су се вратила у моду међу елементима контракултуре из 1960-их, који су их видели као претходнике трендова из 1960-их. Серија изложби 1960-их и 1970-их додатно је повратила њихову репутацију, а главна изложба прерафаелитских радова 1984. била је једна од комерцијално најуспешнијих изложби у историји Галерије Тејт. Док је прерафаелитска уметност поново уживала популарност, не-прерафаелитско викторијанско сликарство остаје генерално немодерно, а недостатак значајних колекција у Сједињеним Државама ограничио је шире знање о њему.

## Позадина
Када је 18-годишња Александрина Викторија наследила трон Уједињеног Краљевства Велике Британије и Ирске као краљица Викторија 1837. године, земља је уживала непрекинут мир од коначне победе над Наполеоном 1815. Године 1832. Акт о великим реформама (познатији као Реформски закон) и његови еквиваленти у Шкотској и Ирској укинули су многе корумпиране праксе британског политичког система, дајући земљи стабилну и релативно репрезентативну владу. Индустријска револуција је била у току, а 1838. отворена је железница Лондона и Бирмингема, повезујући индустријски север Енглеске са градовима и лукама на југу; до 1850. постављено је преко 10.000 km (6.200 mi) пруга, и трансформација Британије у индустријску велесилу била је завршена. Уочени тријумф технологије, напретка и мирне трговине прослављен је на Великој изложби 1851. године, коју је организовао Викторијин супруг Алберт, која је привлачила преко 40.000 посетилаца дневно да виде преко 100.000 експоната производње, пољопривреде и технике.
Док је британском економијом традиционално доминирала земљопоседничка аристократија на селу, индустријска револуција и политичке реформе су знатно смањиле њихов утицај и створиле средњу класу трговаца, произвођача и инжењера у процвату у Лондону и индустријским градовима на северу. Новопечени богаташи су углавном желели да покажу своје богатство кроз излагање уметности, и били су довољно богати да плате високе цене за уметничка дела, али генерално нису били заинтересовани за старе мајсторе, преферирајући модерна дела локалних уметника. Парламент је 1844. године прогласио легалним уметничке синдикате, који су наручивали уметничка дела познатих уметника, плаћајући их лутријом на којој је готово уметничко дело била награда; ово не само да је понудило улазак у свет уметности за људе који можда нису били у могућности да приуште куповину значајне слике, већ је стимулисало и растуће тржиште графика.

### Рејнолдс и Краљевска академија
Британско сликарство је било под јаким утицајем Џошуе Рејнолдса (1723–1792), првог председника Краљевске академије уметности, који је веровао да је сврха уметности „да замисли и представи своје субјекте на поетски начин, а не да их ограничи на пуку стварност“, као и да уметници треба да теже опонашању италијанског ренесансног сликара Рафаела у стварању својих субјеката тако да делују што ближе савршенству.
У време Викторијиног ступања на престо, Краљевска академија је доминирала британском уметношћу, са годишњом летњом изложбом Краљевске академије као најважнијим догађајем у свету уметности. Краљевска академија је такође контролисала престижне уметничке школе Краљевске академије, у којима се предавало са веома уским фокусом на одобрене технике. Сликање у Рафаеловом стилу показало се комерцијално успешним за уметнике који су служили племству, првенствено заинтересованом за породичне портрете, војне сцене и сцене из историје, религију и класичне митологије, али у време Викторијиног ступања на престо почело је да се посматра као ћорсокак. Уништење Парламента крајем 1834. и каснији конкурси за одабир уметника који ће украсити његову замену бацили су у фокус недостатак компетентних британских уметника способних да насликају историјске и књижевне теме, које су се у то време сматрале најважнијим обликом сликарства. Од 1841. нови и веома утицајни сатирични часопис Панч све је више исмевао Краљевску академију и савремене британске уметнике.
Преломно дело Модерни сликари Џона Раскина, чији је први том објављен 1843. године, тврдило је да је сврха уметности да представља свет и дозволи гледаоцу да формира своје мишљење о теми, а не да је идеализује. Раскин је веровао да само представљањем природе што је тачније могуће уметник може да одрази божанске квалитете у природном свету. Надолазећа генерација младих уметника, прва која је одрасла у индустријском добу, у којем се тачно представљање техничких детаља сматрало врлином и неопходношћу, сложила се са овим ставом. Године 1837. Чарлс Дикенс почео је да објављује романе, покушавајући да одрази реалност проблема данашњице, пре него прошлост или идеализовану садашњост; његовим списима су се веома дивили многи уметници у успону.
Године 1837. сликар Ричард Дад и група пријатеља основали су Клику, групу уметника који су одбацили академску традицију историјских тема и портрета у корист популистичког жанровског сликарства. Док се већина Клике током 1840-их вратила у Краљевску академију, након што је Дад био затворен због убиства свог оца 1843. године, они су били прва група значајних уметника која је оспорила позиције Краљевске академије.

## Џ. М. В. Тарнер
У време Викторијиног приступања, најзначајнији живи британски уметник био је Џ.М.В Тарнер. Тарнер је стекао име у касном 18. веку серијом цењених пејзажних акварела, а своју прву слику у уљу изложио је 1796. Непоколебљив савезник Краљевске академије током свог живота, изабран је за пуноправног Краљевског академика 1802. у доби од 27 година. Године 1837. дао је оставку на место професора перспективе на Краљевској академији, а 1840. први пут је срео Џона Раскина. Први том Раскинових Модерних сликара био је у одбрану Тарнера, тврдећи да се Тарнерова величина развила упркос, а не због Рејнолдсовог утицаја и последичне жеље да се идеализују субјекти његових слика.
До 1840-их Тарнер је почео излазити из моде. Упркос Раскиновој одбрани његовог рада као нечега што представља „цео препис читавог система природе“, Тарнер (који је до 1845. постао најстарији академик и заменик председника Краљевске академије) постао је виђен од стране млађих уметника као оличење бомбастичности и самовоље и као неко ко представља производ ранијег, романтичног периода ван додира са модерним добом.

## Прерафаелитско братство
Године 1848. три млада студента у уметничким школама Краљевске академије, Вилијам Холман Хант, Џон Еверет Миле и Данте Габријел Росети, основали су Прерафаелитско братство (ПРБ). ПРБ је одбацило идеје Џошуе Рејнолдса и имало је филозофију засновану на раду према природи што је прецизније могуће где год је то било могуће, и када је било потребно сликати из маште, настојало је да се догађај прикаже онако како би се највероватније десио, а не на начин који би изгледао најатрактивније или племенитије.
ПРБ је црпило своју инспирацију из научних изложби и сматрало је да је овај научни приступ сам по себи инструмент моралног добра. Интензивно урађени детаљи и пажња усмерена на тачност показали су да су у њихове слике уложени напоран рад и посвећеност и тако су илустровали врлину рада, за разлику од „лабавог, неодговорног руковања“ техникама старих мајстора или „пркосне тромости“ импресионизма. Осим тога, сматрали су да је дужност уметника да бира предмете који илуструју моралне лекције неке врсте. Рани радови ПРБ-а били су познати по томе што су укључивали цвеће, што је добро одговарало њиховој намени. Цвеће је могло да се користи у скоро свакој сцени, могло је да се користи за преношење порука на тада популарном језику цвећа, а њихово прецизно илустровање показивало је уметникову посвећеност научној тачности.
Викторијанско доба је било окарактерисано брзим научним напретком и брзим променама у ставовима према религији пошто је напредак у геологији, астрономији и хемији оповргнуо библијску хронологију. ПРБ је ове помаке сматрало фасцинантним, будући да су били посвећени детаљима и спремности да се оспоравају постојећа уверења на основу уочених чињеница. Оснивач ПРБ-а Вилијам Холман Хант предводио је револуцију у енглеској религиозној уметности, посећујући Свету земљу и проучавајући археолошке доказе као и одећу и изглед локалног становништва како би насликао библијске сцене што је прецизније могуће.
До 1854. ПРБ је пропало као организација, али њихов стил је наставио да доминира британским сликарством. Изложба прерафаелитских радова на Универселској изложби у Паризу 1855. била је добро прихваћена. Изложба уметничких блага 1857. у Манчестеру, на којој су се излагали радови савремених уметника поред 2000 дела европских мајстора, имала је 1.300.000 посетилаца, што је додатно повећавало свест о модерним стиловима сликарства. Године 1856. колекционар уметности Џон Шипшенкс представио је нацији своју колекцију модерних слика, која је заједно са експонатима са Велике изложбе формирала Музеј Јужног Кенсингтона у јуну 1857. (касније подељен на Музеј визуелних уметности Викторије и Алберта и Научни музеј технике и производне технологије).
Сликарство је у то време остало поље којим доминирају мушки уметници. Године 1859. петиција 38 уметница послата је свим краљевским академицима са захтевом да се Академија отвори за жене. Касније те године Лаура Херфорд је предала квалификациони цртеж Академији потписан једноставно "А.Л. Херфорд"; када га је Академија прихватила, Академија је прихватила и њу као своју прву студенткињу 1860. Школа лепих уметности Слејд, основана 1871, активно је регрутовала студенткиње.

### Љубав, пожуда и лепота
Шездесетих година 19. века прерафаелитски покрет се расцепкао, а неке од његових присталица су напустиле строги реализам у корист поезије и привлачности. Нарочито у случају Росетија, ово је било оличено у сликама жена. Као и код многих других уметника и писаца тог времена, како је његова религиозна вера слабила, Росети је све више видео љубав као најважнију тему.
Овај корак ка приказивању ефеката љубави постао је експлицитан у делу Venus Verticordia („Венера окретница срца“), коју је Росети насликао средином 1860-их. Наслов и тема потичу из дела Bibliotheca Classica Џона Лемприера и односе се на молитву Венери да одврати срца римских жена од разврата и пожуде и да се врати скромности и врлини. Око Венере, руже представљају љубав, орлови нокти представљају пожуду, а птица представља краткоћу људског живота. Она држи Златну јабуку раздора и Аморову стрелу, за коју се сматра да је референца на Тројански рат и разорност љубави.
Џону Раскину се слика јако није свидела. Иако се сада сматра да је његова несклоност према слици настала због несвиђања представљања наге женске форме, он је тврдио да су његови проблеми са сликом били због приказа цвећа, писао је Россетију говорећи: „Било ми је дивно, у свом реализму; ужасно — не могу да употребим другу реч — у својој грубости: показујући огромну моћ, показујући одређене услове неосећања, који су у основи свега што сада радите“. Раскинова одбојност према слици довела је до свађе између Раскина и Росетија, а Росети се удаљио од прерафаелитских размишљања и окренуо се новој доктрини уметности ради уметности коју је изложио Алџернон Чарлс Свинберн.

## Животињско сликарство
Још од времена Џорџа Стабса (1724–1806), Британија је имала снажну традицију животињског сликарства, област која је стекла поштовање захваљујући веома вештим сликама животиња Џејмса Ворда из раног 19. века. Селективни узгој стоке, посебно паса, постао је веома популаран, што је довело до уносног тржишта цртежа и слика награђених животиња. Почетком 19. века Шкотско горје је доживело драматичан успон популарности међу богаташима Британије, посебно због могућности које је нудило за лов. Конкретно, један сликар, Едвин Ландсир (1802–1873), искористио је прилику коју је пружао процват путовања у Шкотску, путујући по први пут у Шкотску 1824. и враћајући се сваке године да лови, пуца, пеца и црта.
Ландсир је постао познат по својим сликама пејзажа, људи и посебно дивљих животиња Шкотске, до те мере да су његове слике, заједно са романима сер Валтера Скота, постале главно средство преко којег су људи у остатку Уједињеног Краљевства могли да визуализују Шкотску. Његова дела су била толико тражена да су се права на гравирање (право на израду штампаних дупликата дела) генерално продавала за најмање три или четири пута више од продајне цене сваког дела, и било је ретко да се његово дело прода за мање од 1000 фунти. Године 1840. Ландсир је претрпео напад менталне болести и патио је од алкохолизма и менталне болести до краја свог живота, иако је наставио да успешно ради. У каснијим годинама постао је најпознатији као дизајнер бронзаних лавова у подножју Нелсонове колоне, откривене 1867.
Ландсир и други сликари животиња, попут Британа Ривијера, такође су постали познати по сентименталним сликама паса. Ландсиров Главни оплакивач старог пастира, који приказује овчарског пса како седи поред ковчега, био је посебно цењен од стране Џона Раскина, који га је описао као „дирљиву песму на платну, која је, несумњиво, натерала многа крепка срца да „глуме жену“, дирнувши их до суза“. Многи уметници тог периода били су страствени ловци и прихватали су као датост да је природа инхерентно окрутна и да је учење прихватања ове окрутности знак мушкости. У овом контексту, пси који показују емоције били су веома популарна тема у време брзог опадања религиозне вере, предлажући могућност племенитости у природи која је превазишла окрутност и вољу за животом као покретачке снаге.

## Естетски покрет
Током 1870-их Дуга депресија је уздрмала британску економију и народни дух, а дух напретка који је симболизовала Велика изложба почео је да бледи до те мере да је Г.К. Честертон 1904. описао Кристалну палату као „храм заборављене вере“.  Неки уметници у успону, попут Џорџа Фредерика Вотса, жалили су се да све већи механицизам свакодневног живота и важност материјалног просперитета превладавајуће средње класе у Британији чине савремени живот све бездушнијим.  Француско-пруски рат 1870. довео је до тога да се велики број француских уметника као што су Клод Моне и Камил Писаро пресели у Лондон, доносећи са собом нове стилове сликарства.  Књига Ренесанса теоретичара уметности Волтера Патера, објављена 1873. године, изазвала је наглу реакцију против прерафаелитизма, тврдећи да се једини достојан начин вођења живота крије у потрази за задовољством и љубави према уметности и лепоти самој по себи. 
У том контексту нова генерација сликара као што су Фредерик Лејтон и Џејмс Абот Макнил Вислер одступила је од традиције приповедања и морализовања, сликајући дела намењена у сврхе естетске привлачности, а не њиховог наратива или теме.  Вислер је омаловажавао прерафаелитску опседнутост прецизношћу и реализмом, жалећи се да је њихова публика развила „навику да не гледа у слику, већ кроз њу“.  Прерафаелити и њихови преостали поборници енергично су протестовали против овог новог стила уметности,  као што је то учинила и Краљевска академија, што је довело до тога да је Сер Кутс Линзи основао галерију Гросвенор 1877. како би приказао радове сликара који су занемарени од стране Краљевске академије. 
Ситуација је достигла врхунац 1877. године, када је Џон Раскин посетио изложбу Вислерових слика Ноктурно у Галерији Гросвенор. О слици Ноктурно у црном и златном – Падајућа ракета, написао је да Вислер „тражи двеста гвинеја да баци канту боје у лице јавности“. Вислер га је тужио за клевету, а случај се нашао пред судом 1878. Предметни судија изазвао је смех у судници када је, мислећи на Ноктурно: Плаво и златно – Стари Баттерси мост, упитао Вислера „Који део слике је мост?“. Случај је завршен тако што је Вислеру додељена симболична одштета од једног фартинга , при чему су га трошкови самог суђења довели до банкрота. 
Естетски покрет постајао је све утицајнији чим су Патер и његови наследници постали познати. Заговарали су га Вислер и Оскар Вајлд и све до своје смрти 1883. бивши прерафаелит Данте Габријел Росети, а популаризовала га је у јавности успешна комична опера Гилберта и Саливана Стрпљење .  Покрет је сматрао да је пораст броја купаца уметничких дела из средње класе у Бирмингему и Манчестеру, довољно богатих да купују уметничка дела, али недовољно образованих да испоље добар укус, довео до пада квалитета британске уметности.  Упоредо с тим су сматрали да, будући да индустријализација и капитализам чине свет све мање привлачним, нагласак прерафаелитских сликара и оних на које су они утицали да одражавају стварност што је ближе могуће, сам по себи води ка губитку лепоте уметности.  Сходно томе, сликари естетског покрета видели су задатак уметника у томе да својим гледаоцима, читаоцима и слушаоцима одвуче пажњу од ружне стварности, као и да покуша да истакне и нагласи лепоту света и племенитост добрих дела, чак и ако ни сам уметник више није веровао у такве ствари.   Избор Фредерика Лејтона за председника Краљевске академије 1878. године донекле је допринео превладавању раскола у британском свету сликарства, пошто је Лејтон настојао да обезбеди да Летња изложба буде отворена за младе уметнике, као и за уметнике који раде са новим стиловима. 
Сликари естетског покрета поносили су се својом одвојеношћу од стварности, радећи из атељеа и ретко се обраћајући публици.  Исто тако су се и субјекти њихових слика ретко бавили активностима било које врсте; људске фигуре обично би стајале, седеле или лежале непомично, по правилу са безосећајним изразом лица. 

## Препород класике
Како је век пролазио, а комбинација механизације, економског пада, политичког хаоса и верских уверења чинила је Британију све мање пријатним местом за живот, становништво се све више сећало прединдустријског доба као златног века. У оквиру ових тенденција сликаре су почеле да привлаче прединдустријске теме и технике, а купце уметничких дела су посебно привлачили сликари који су могли да успоставе везу између данашњице и идеализованих историјских периода као што је Средњи век, који је сматран раздобљем у ком су настале кључне институције савремене Британије и који су у народном памћењу популаризовали романи сер Валтера Скота. 
У том контексту слике на средњовековне теме, посебно легенде о Артуру и религијске теме, ушле су у моду на велика врата. Многи најзначајнији сликари тог периода, посебно из естетског покрета, одлучили су да раде на таквим темама упркос личном недостатку верских убеђења, јер им је то дало легитиман изговор да сликају идеализоване фигуре и сцене, а да избегну одражавање стварности индустријске Британије. (Едвард Берн-Џонс, који је упркос личном мањку хришћанске вере био најзначајнији сликар религијских сцена у том периоду, рекао је Оскару Вајлду: „Што се више наука буде окретала материјализму, више ћу анђела насликати.“  )  Други сликари су сликали различите периоде идеализоване прошлости; Лоренс Алма-Тадема је сликао сцене Старог Рима  бивши прерафаелит Џон Еверет Миле је почео да слика у стилу сликара из периода непосредно пре индустријске револуције као што су Џошуа Рејнолдс и Томас Гејнсборо,  а Фредерик Лејтон био је специјализован за високо идеализоване сцене из Античке Грчке .  
Иако су и раније у британској историји историјске слике биле у моди, мода с краја 19. века била је непоновљива. У претходним периодима препорода, почевши од ренесансе до краја 18. века, антички свет је симболизовао величину, динамику и мушкост. Насупрот томе, естетски покрет и њихови следбеници настојали су да опонашају најпасивнија (и уопштено женска) дела класичног света, као што је Милоска Венера .  Сликари овог периода су истицали пасивност и унутрашњу драматику, а не динамику виђену у претходним радовима који приказују класични свет.  Сликари су такође, опет за разлику од претходних периода препорода класике, радили првенствено са светлим бојама, уместо покушаја да дочарају светао, али ипак суморни изглед класичне камене конструкције.  
Нису сви учесници естетског покрета делили исту реакцију на садашњост зарад идеализоване прошлости. Конкретно је Вислер оштро критиковао ово гледиште, одбацујући то осећање као "подизање обрва при омаловажавању садашњости - патетика у односу на прошлост". 

### Француски утицај и процват сликарских колонија
Чак и међу уметницима који нису сликали на тему прошлости, утицај негативне реакције на модернизам често је имао ефекта. Конкретно у пејзажном сликарству углавном су напуштени реалистични прикази крајолика, па су се уместо тога фокусирали на ефекте осветљења и на овековечивање елемената прединдустријског села за које су сматрали да ће вероватно бити уништени.   Сеоски пејзажи и слике сељана (посебно фармера, рибара и њихових породица) постале су веома популарна тема како у Великој Британији тако и у целој индустријалној Европи.  Сликарске колоније су почеле да се отварају на местима која су сматрана нарочито живописним, што је омогућивало сликарима и студентима да раде на селу и упознају праве сељане, а да притом остану у друштву истомишљеника.  Најутицајнија од ових колонија била је Њулинска школа у западном Корнволу, која је била под снажним утицајем стила Жила Бастијен-Лепажа, где би појединачни потези четкицом остали видљиви, што сведочи о грубој једноставности идеализованог сеоског живота.  Технике које је увела Њулинска школа и други слични стилови француског импресионизма, чији је представник био Едгар Дега, заузврат су преузели сликари из других делова земље као што је Волтер Сикерт, док је Џон Вилијам Вотерхаус спојио позадине насликане у Бастјен-Лепажовом стилу са прерафаелитским сликама историјских и класичних легенди. 
Претходна генерација сликара је на овакво ширење француских техника гледала са дубоким скептицизмом. Британски сликари су се кроз историју поносили тиме што сваки од њих има свој посебан и лако препознатљив стил, а сматрали су да су француски и сликари под француским утицајем претерано слични једни другима по стилу, те како је Џон Еверет Миле рекао „били су задовољни губитком идентитета, подражавајући своје учитеље Французе“.  Џорџ Фредерик Вотс је гледао на успон француског стила као на одраз раширене културе лењости унутар Британије у целини, док је Вилијам Холман Хант био узнемирен због недостатка значења у темама слика.  Без обзира на Лејтонове реформе у Краљевској академији, Летња изложба је углавном остала затворена за ове сликаре, што је довело до оснивања Новог енглеског сликарског клуба 1886. године као изложбеног простора у Лондону за сликаре под француским утицајем.  Нови енглески сликарски клуб је са своје стране доживео раскол 1889. године између оних сликара који су сликали сеоски живот и природу и фракције коју је предводио Волтер Сикерт, која је осећала већи уплив импресионизма и експерименталних техника. 

## Наслеђе
Отварање галерије Тејт 1897. године, отворене ради излагања викторијанске колекције трговца шећером сер Хенрија Тејта, било је уједно и последњи тријумф викторијанског сликарства.  Лејтон и Миле су умрли претходне године; Берн-Џонс је умро 1898. године, за њим је уследио Раскин 1900. и на крају сама Викторија 1901. 
Током 1910-их викторијански стилови уметности и књижевности су нагло изашли из моде у Британији, а до 1915. године реч „ викторијански“ постала је погрдни термин.  Многи су за избијање Првог светског рата, који је разорио Британију и Европу, кривили наслеђе викторијанске епохе, а уметност и књижевност у вези с тим периодом постале су крајње непопуларне.  Стрејчијеви Истакнути викторијанци (1918) и Росети и његов круг Макса Бирбома (1922), као изузетно успешна и утицајна дела, увели су пародију на викторијанску епоху и викторијанске уметнике у главне књижевне токове, док је све утицајнији покрет модернизма који је доминирао британском уметношћу у 20. веку црпео инспирацију од Пола Сезана и слабо се занимао за британско сликарство 19. века.  
Током читавог 20. века радови француских импресиониста и постимпресиониста из 19. века добијали су на вредности и важности. Пошто су се прерафаелити и чланови естетског покрета, који су међу њима доминирали у викторијанском сликарству, ујединили крајем 19. века у осуди француског утицаја и уочене лењости и безначајности импресионизма и постимпресионизма, они су били исмејани или одбачени од стране многих модернистичких сликара и критичара у првој половини 20. века.  
Током 1940-их Прерафаелитска трагедија Вилијема Гонта, а уједно и доминантна тежња за прослављањем достигнућа британске културе током рата, довели су до оживљавања интересовања за викторијанску уметност.  Бројни велики британски музеји одржавали су догађаје и изложбе 1948. године поводом обележавања стогодишњице Прерафаелитског братства,  али су гламурни критичари уметности попут Виндема Луиса исмевали Прерафаелитско братство као претенциозно и неважно. 
Велика изложба 1951–52. у Краљевској академији уметности, Првих сто година Краљевске академије 1769–1868. представила је широј публици низ британских радова из 19. века,  али је опште мишљење о викторијанској уметности остало на ниском нивоу. 
Током 1960-их неки аспекти викторијанског сликарства постали су популарни у контракултури 1960-их, пошто је конкретно прерафаелитизам почео да се сматра претходником поп-арта и других савремених трендова.  Серија изложби о појединачним прерафаелистима и другим сликарима под њиховим утицајем 1960-их и 1970-их година додатно је ојачала њихову репутацију, а велика изложба 1984. у тадашњој Галерији Тејт (данас Тејт Британија) која је приказала читав прерафаелитски покрет била је једна од комерцијално најуспешнијих изложби у историји галерије. 
Викторијанско сликарство које није имало везе с прерафаелитима углавном је остало ван моде. Године 1963. Пламтећи јун, једно од најзначајнијих дела класицизма сер Фредерика Лејтона, стављено је на продају у Лондону за свега 50 фунти (око 1100 фунти у данашњој вредности),    а тек 1967. историчар уметности Квентин Бел сматрао је да је умесно написати да је викторијанско сликарство „естетски, па самим тим и историјски занемарљиво”.  Иако је викторијанско сликарство невезано за рад прерафаелита у наредним годинама доживело благи препород, оно је и даље остало ван токова моде, а недостатак неких значајнијих колекција у Сједињеним Државама је генерално успорио глобално интересовање за ову тему. 